# Sante de Santis
Sante de Santis (* 21. November 1965 in Rom; † 3. Januar 2016 in Stuttgart) war ein italienischer Koch, Kochbuchautor und Fernsehkoch. Er war Gastronom und unter anderem Chef eines italienischen Restaurants in Stuttgart mit dazugehöriger Kochschule.

## Leben
Sante de Santis wuchs in seinem Geburtsort Rom auf und ging dort zur Schule. Von 1979 bis 1984 besuchte er die Hotelfachschule IPAS in Rom. Seine praktische Ausbildung absolvierte er 1983 im Hotel Hassler Villa Medici in Rom. Von 1979 bis 1988 war de Santis in zahlreichen Restaurants in Rom tätig, wie dem Negri in Ostia, dem Le Terme di Diocleziano, dem Amatrice, dem La Torre, dem Hotel Hassler Villa Medici, dem Hotel Cavalieri Hilton und dem Hotel Sheraton. Von 1988 bis 1989 arbeitete er im Londoner  Hotel Sheraton Skyline als Commis de Cuisine, Grill Chef, Entremetier und Saucier.
1989 zog es ihn nach Stuttgart. Von 1989 bis 1991 arbeitete de Santis im Hotel InterContinental als Commis de Cuisine, Demi Chef de Partie, Chef Tournant und Sous Chef de Cuisine. 1992 war er im Varieté Zelt als Sous Chef und Showkoch tätig. Von 1992 bis 1994 arbeitete er im Stuttgarter Ristorante Come Prima als Chef de Cuisine. Von 1994 bis 1995 war er Commis de Cuisine, erster Koch und Chef de Cuisine auf dem Kreuzfahrtschiff MS Vistafjord. Von 1995 bis 1998 war er als Sous Chef de Cuisine im Copthorne Hotel Stuttgart International tätig, und von 1997 bis 1998 im Bistró Restaurant Fresko in der Staatsgalerie Stuttgart als Vertreter des Küchenchefs. Von 1998 bis 1999 war er in Stuttgart im Szenelokal Amadeus, im Hotel Maritim und im Kultur- und Kongresszentrum Liederhalle (KKL) als freischaffender Koch tätig.
Ab 2000 war de Santis in Stuttgart selbstständig als Gastronom tätig. Er betrieb im Alten Landtag im Heusteigviertel die Bar Caffé San Pietro sowie das Gourmetrestaurant Ristorante San Pietro, das er ab 2011 als Trattoria San Pietro weiterführte. In der angeschlossenen Kochschule veranstaltete er regelmäßig Kochkurse (Corsi di Cucina), die er selbst führte.
Ab 1997 trat er als Fernsehkoch in Kochsendungen sowie als Showkoch bei Kochduellen und Events auf. Bekannt wurde de Santis vor allem durch die Fernsehsendereihe Kochduell, die zwischen 1997 und 2005 auf VOX ausgestrahlt wurde. Von 2009 bis 2013 trat er mehrmals in der VOX-Sendereihe Promi Kocharena auf. Zudem veröffentlichte er mehrere Kochbücher mit Rezepten der „Küche seiner Heimat“, der italienischen Küche.
Sante de Santis war verheiratet und Vater zweier Töchter. Er lebte bis zuletzt in Stuttgart, wo er am 3. Januar 2016 im Alter von 50 Jahren einem Herzinfarkt erlag.

## Auszeichnungen
2006 erhielt das von Sante de Santis – damals zusammen mit Piero Cuna – geführte Restaurant Ristorante San Pietro in Stuttgart folgende Auszeichnungen:
- Zwei Bestecke im Guide Michelin
- Zweieinhalb Löffel im Schlemmer Atlas
- Zwei Sterne im Varta-Führer

## Veröffentlichungen
- Italien – Die Küche meiner Heimat. Falken, Niedernhausen/Ts. 1999, ISBN 3-8068-7476-X.
- Mein Italien. Regionale Gerichte, wie ich sie liebe. Falken, Niedernhausen/Ts. 2000, ISBN 3-8068-7560-X.
- Il Mondo della Pasta. Frische Pasta selbst gemacht. 3. Auflage. Umschau, Neustadt an der Weinstraße 2009, ISBN 978-3-86528-258-3.
- La mia cucina. Umschau, Neustadt an der Weinstraße 2010, ISBN 978-3-86528-710-6.